# Butz. Pracownia złotnicza
Butz, ros. Бутц, eng. Butz. Rodzinna firma i pracownia złotnicza i jubilerska czynna w Rosji, prowadzona przez Fryderyka i Juliusza Agatona Butzów. 
Fryderyk Butz był jubilerem i złotnikiem czynnym od lat czterdziestych XIX wieku w Petersburgu. Pracownia Fryderyka Butz specjalizowała się w wytwarzaniu złotych i brylantowych precjozów. 
W roku 1865 firma Butz otrzymała prawo używania tytułu Dostawcy Dworu JCW Carewicza Aleksandra Aleksandrowicza (przyszłego cara Aleksandra III). W roku 1869 został wyróżniony tytułem Rzeczoznawcy Dworu JCW. Firma przeżyła rozkwit w latach siedemdziesiątych XIX wieku. W roku 1874 Fryderyk Butz został odznaczony orderem św. Anny trzeciej klasy. 
Juliusz Agaton Butz był jubilerem czynnym w Petersburgu. Był synem Fryderyka Butza. Urodził się w roku 1847. Zmarł w roku 1912. W młodości przyjaźnił się z Karolem Fabergé. Towarzyszył mu podczas podróży czeladniczej po Europie. 
Juliusz Agaton Butz jest notowany jako członek drugiej gildii kupieckiej w Petersburgu w roku 1879. W roku 1881 Juliusz został Rzeczoznawcą Gabinetu JCW i następnie Dostawcą Dworu. W tamtym czasie firmą „F. Butz” kierowali Juliusz Agaton Butz i Oskar Engelmann. 
Inny syn Fryderyka Butza, noszący imiona Fryderyk Daniel jest notowany w źródłach w roku 1869 jako członek gildii kupieckiej. W 1869 roku był Rzeczoznawcą Dworu JCW. Współpracował z firmą Bolin i pracownią Zeftigena. Przy Fryderyku Danielu Butz pracował jego zięć, jubiler Oskar Engelmann, który bardzo często reprezentował firmę w kontaktach z dworem. 